# Символ нового рядка

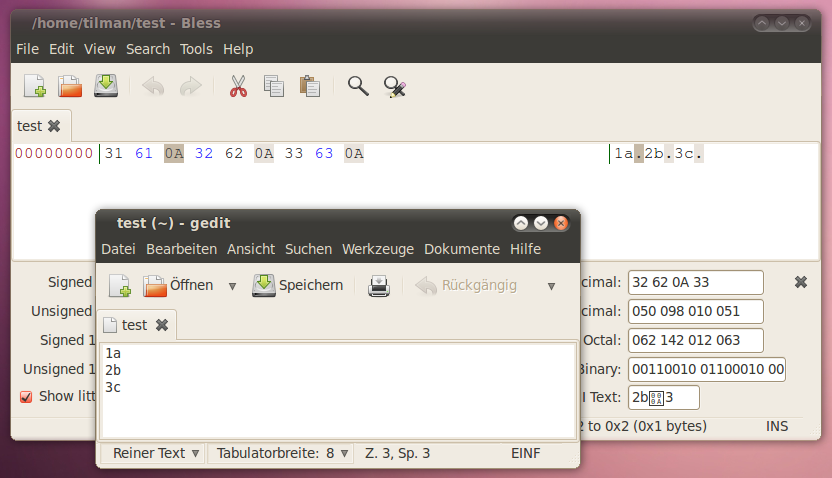
Текстовий файл створений за допомогою gedit що переглядається за допомогою а. Окрім байтів тексту є ще маркери нового рядка, які мають шістнадцяткове значення 0A.

Символ нового рядка (англ. Newline), також відомий як «закінчення рядка», кінець рядка (EOL), або «розрив рядка» — спеціальний символ або послідовність символів, що позначають кінець рядка тексту. Назва походить від того, що наступний символ після символу нового рядка з'явиться на наступному рядку під текстом, що безпосередньо передує символу нового рядка. Фактичні коди, що представляють новий рядок варіюються в різних операційних системах, що може бути проблемою при обміні текстовими файлами між системами з різними символами нового рядка.
Поняття зміни рядка (LF, line feed) і повернення каретки (CR, carriage return) тісно пов'язані. Для механічних пристроїв, таких як друкарські машинки або принтери, для створення нового рядка на сторінці необхідні два рухи: «вниз» і «ліворуч» (назад). Хоча для механічних та електромеханічних пристроїв то є дві окремі дії, для програмного забезпечення таке розрізнення є зайвим, тож воно може тлумачити один символ, як позначення сукупності тих двох дій. Тому на позначення нового рядка можна вжити один символ LF чи CR, або два разом (LF + CR, CR + LF).

## У Юнікоді
За стандартом, будь-яка програма, сумісна зі стандартом Unicode, повинна сприймати як новий рядок кожен з нижченаведених символів: 
- LF (U+000A): англ. line feed — зміна рядка;
- CR (U+000D): англ. carriage return — повернення каретки;
- NEL (U+0085): англ. next line — перехід на наступний рядок;
- LS (U+2028): англ. line separator — роздільник рядків;
- PS (U+2029): англ. paragraph separator — роздільник абзаців.

Послідовність CR + LF (U+000D, U+000A) треба тлумачити як один символ нового рядка, а не два.